# 郴县
郴县，中国古旧县名。秦朝置县，治所在今湖南省郴州市。
西汉时属桂阳郡，新朝始建国元年（9年），改桂阳郡为南平郡，改郴县为“宣风县”，宣风县隶属南平郡，南平郡治至耒阳（改名南平亭）。东汉建武年间恢复郡县原名，桂阳郡治复于郴县。永和元年（136年），分郴县地置汉宁县。西晋建兴三年（315年），分郴县地立平阳郡领平阳县，始一分为二郡。南朝梁天监六年（507年），复置郴县，旋即撤。
隋开皇九年（589年），三郡合为郴州，平阳县、便县均省入郴县。大业十三年（617年），析郴县南为义章县，分郴县西复置平阳县。唐朝时，郴县为上县，属郴州、桂阳郡。开元十三年（725年），析郴县置安陵县。天宝元年（742年），改安陵县为高亭县。乾元元年（758年），郴州移治于平阳县。五代后晋天福二年（937年），改郴州为敦州，改郴县为敦化县。后汉乾祐三年（950年），郴州、郴县复名。
北宋太平兴国元年（976年），泰县并入郴县。南宋嘉定二年（1209年），析郴县资兴、程水二乡置资兴县，属郴州军。嘉定四年（1211年），设置的桂东县亦“本郴县地”。元至元十三年（1276年），改郴州军为郴州路，郴县改名郴阳县，隶属郴州路。明洪武元年（1368年），改郴州路为郴州府，郴阳县隶属郴州府。洪武九年（1376年），撤郴州府置郴州直隶州，郴阳县并入郴州直隶州。
民国元年（1912年），全国废府州，存道县；民国2年9月，郴州直隶州改为郴县。民国26年12月，郴县隶属湖南省第八行政督察区。民国29年，改第第八行政督察区为第三行政督察区，郴县隶属。
1949年10月初，随着国府在湖南省的败局已定，当地驻军、警察相续撤离。6日，县长周庚星带领县自卫队、警察约200余人逃至塘昌铺。当日，正在向桂阳县进军的中国人民解放军湘南支队得知消息后，司令员刘亚球命副参谋长李明成率郴县光华乡军管会武装进驻郴县县城。在未遭受军事抵抗的情况下，他们于7日凌晨，在县城与湘南游击司令部南区指挥所第一、三、五大队会师，宣告郴县“解放”。同年11月25日，成立郴县专区，郴县隶属。
1958年8月，郴县析设郴州市，隶属郴县。1959年3月，资兴并入郴县。1963年5月20日，撤销郴州市，仍为郴县县级镇。1994年12月，撤销郴州地区、郴州市和郴县，设立郴州市（地级市）。原郴县地分别划入北湖区与苏仙区。